# Регенсбургский университет
Регенсбургский университет (нем. Universität Regensburg) — публичный исследовательский университет, расположенный в средневековом городе Регенсбург, Бавария, в городе, входящем в список всемирного наследия ЮНЕСКО. Университет был основан 18 июля 1962 года правительством федеральной земли Бавария как четвёртый полноценный университет в Баварии. Из-за разделения Германии в 1965 году, университет официально открылся для студентов во время зимнего семестра 1967—1968 гг. Тогда преподавание велось на факультете права, бизнеса и философии. Во время летнего семестра 1968 года был открыт факультет теологии. В настоящее время студенты обучаются на 12 факультетах. Университет активно участвует в программе ЕС «SOCRATES» (Сократ), а также в программе «TEMPUS». В сравнении с другими университетами Германии, Регенсбургский университет считается довольно консервативным. Его самый известный преподаватель, бывший Папа Римский Бенедикт XVI работал в нём в качестве профессора до 1977 года и формально и по сей день остается его почётным преподавателем.

## Факультеты
Университет разделён на 12 факультетов:
- Школа католической теологии
- Школа права
- Факультет бизнеса, экономики и менеджмента информационных систем
- Школа медицины
- Гуманитарные науки I: Философия, спорт и искусства
- Гуманитарные науки II: Психология и педагогика
- Гуманитарные науки III: Обществоведение, история и география
- Гуманитарные науки IV: Языки и литература
- Естественные науки I: Математика
- Естественные науки II: Физика
- Естественные науки III: Биология, доклиническая медицина
- Естественные науки IV: Химия и фармация

## Сервис
На территории университета студенты пользуются услугами большой центральной столовой (Mensa), а также услугами некоторых небольших точек, пиццерии, банка, двух книжных магазинов, а также других магазинов. Университет приспособлен для нужд инвалидов настолько, насколько это возможно, а также предоставляет жильё подобных стандартов нуждающимся студентам. Имеется открытый доступ в университетскую библиотеку, располагающую современным онлайн каталогом. В ней находятся более 3,15 млн книг и периодических изданий. Все студенты получают персональный идентификационный номер (PIN) для пользования компьютерами, бесплатным доступом к сервису электронной почты, а также свободным доступом к Интернету во всех помещениях университетского кампуса. Студенты также имеют доступ к услугам, предоставляемым университетским компьютерным центром как в любом из 20 компьютерных залов в кампусе, так и в большинстве университетских общежитий.
Студенческие общежития, некоторые из которых приспособлены для людей с ограниченными физическими возможностями, находятся в непосредственной близости от кампуса, а также в самом городе.
Вдобавок к своим академическим функциям, Регенсбургский университет проводит множество внеучебных мероприятий на своей территории. Различные кружки пения, музыкальные ансамбли, выставки искусства (рисования, печати, скульптуры и фотографии), которые показывают насколько жизнь в кампусе динамична. Ежегодно более 10 студентов драматического кружка ставят пьесу в университетском театре. Имеются также аудиовизуальные студии, которые рассказывают и обучают студентов тому, как производятся фильмы или записываются музыкальные композиции.
Спортивный центр предлагает различный выбор программ с физическими упражнениями. Выбор курсов достаточно широк: от айкидо до капоэйры, от каяков до волейбола.
Международный отдел университета предлагает иностранным студентам хорошо разработанные программы по ориентации и интеграции.

## Достопримечательности
- Университетский ботанический сад
- Университетский театр (нем. Theater an der Uni)

## Университеты-партнёры
В настоящее время университет поддерживает связи с более, чем 130 академическими институтами по всей Европе. Количество университетов-партнёров в странах центральной и восточной Европы, Кипре и Прибалтике резко возросло после присоединения этих стран к ЕС. Самыми популярными направлениями для студентов для прохождения стажировки были и являются сегодня: Великобритания, Франция, Италия и Испания. Канадзавский университет в Японии и университет Корё в Южной Корее предлагают различные возможности студентам участвовать в учебных программах на английском языке и, в зависимости от их уровня владения языком, самим поработать в роли преподавателей. Два университета из стран Латинской Америки — Андский университет (Мерида, Венесуэла) и Университет Гуанахуато, Мехико, также предоставляют несколько мест для стажировок.
- Карлов университет в Праге Ссылка
- Масариков университет в Брно Ссылка
- Колорадский университет в Боулдере Ссылка
- Люблянский университет Ссылка
- Лодзинский университет Ссылка
- Московский государственный университет имени М. В. Ломоносова Ссылка
- Одесский национальный университет имени И. И. Мечникова Ссылка
- Университет Триеста Ссылка
- Университет Донггука (англ.) Ссылка
- Канадзавский университет Ссылка
- Университет Вандербильта Ссылка
- Университет Вашингтона в Сент-Луисе Ссылка
- Государственный Университет Мюррей (англ.) Ссылка
- Университет штата Аризона Ссылка
- Университет в Суонси Ссылка

## Знаменитые люди, связанные с университетом
- Май Айюм — выпускница, психология и образование, 1986
- Бенедикт XVI — преподаватель факультета теологии, 1969—1977
- Элли Эрл — выпускница, спорт и медицина, 2005
- Иероним II (архиепископ Афинский) — выпускник, теология, 1978
- Ханс Йоахим Шельнхубер — выпускник, теоретическая физика, 1980
- Удо Штайнер — преподаватель факультета публичного права
- Карл Штеттер — преподаватель факультета, микробиология, 2002
- Эдмунд Штойбер — выпускник, криминальное право, 1971
- Вольфганг Вигард — факультет экономики, 1999
- Томас Витфильд — ученый, изобретатель